# Olesicampe alpestris
Olesicampe alpestris är en stekelart som först beskrevs av Cameron 1886.  Olesicampe alpestris ingår i släktet Olesicampe och familjen brokparasitsteklar. Inga underarter finns listade i Catalogue of Life.